# Maločlencovití
Maločlencovití (Cryptophagidae) je čeleď brouků, která má zástupce ve všech ekozónách. Zatím bylo popsáno kolem 800 druhů a mnoho druhů ještě čeká na své objevení. Larva i dospělý brouk se živí převážně houbami, ale žijí i v zetlelém dřevu a obydlích savců a ptáků, kde se živí srstí a peřím. Tito brouci jsou převážně malí nebo velmi malí.